# 1853
Промислова революція •  Національно-визвольні рухи • Робітничий рух •  Російська імперія

## Геополітична ситуація
У Росії править імператор Микола I (до 1855). Російській імперії належить більша частина України, значна частина Польщі, Грузія, Закавказзя, Фінляндія, Аляска. Україну розділено між двома державами — Королівство Галичини та Володимирії належить Австрії, Правобережжя, Лівобережжя та Крим — Російській імперії.
В Османській імперії править султан Абдул-Меджид I (до 1861). Під владою османів перебувають Близький Схід та Єгипет, Середземноморське узбережжя Північної Африки, Болгарія. Васалами османів є Сербія та Боснія, Волощина та Молдова.
В Австрійській імперії править Франц-Йосиф I (до 1916). Імперія охоплює, крім власне австрійських земель, Угорщину з Хорватією, Трансильванію, Богемію, Північну Італію. Король Пруссії — Фрідріх-Вільгельм IV (до 1861). Королівство Баварія очолює Максиміліан II (до 1864). Австрія, Пруссія, Баварія та інші німецькомовні держави об'єднані в Німецький союз.
У Франції править Наполеон III Бонапарт. Франція має колонії в Алжирі, Карибському басейні, Південній Америці та Індії. На троні Іспанії сидить Ізабелла II (до 1868). Королівству Іспанія належать частина островів Карибського басейну, Філіппіни. У Португалії Марію II змінив Педру V (до 1861). Португалія має володіння в Африці, Індії, Індійському океані й Індонезії.
У Великій Британії триває Вікторіанська епоха — править королева Вікторія (до 1901). Британія має колонії в Північній Америці, на Карибах та в Індії. Королівство Нідерланди очолює Віллем III (до 1890). Король Данії та Норвегії — Фредерік VII (до 1863), на шведському троні сидить Оскар I (до 1859). Італія розділена між Австрією та Королівством Обох Сицилій. Існує Папська держава з центром у Римі.
Бразильську імперію очолює Педру II (до 1889). Посаду президента США займає Франклін Пірс. Територія на півночі північноамериканського континенту, Провінції Канади, належить Великій Британії, територія на півдні континенту — Мексиці.
В Ірані при владі Каджари. Британська Ост-Індійська компанія захопила контроль над Індостаном. У Бірмі править династія Конбаун, у В'єтнамі — династія Нгуєн. У Китаї володарює Династія Цін, триває Тайпінське повстання. У Японії триває період Едо.

## Події

### В Україні
- 4 жовтня почалася Кримська війна, бойові дії якої проходили частково на українських землях.
- Львівський аптекар Йоганн Зег винайшов технології промислової переробки нафти та озокериту на нафтопродукти (гас, бензин, нафтовий бітум (асфальт), гудрон, парафін).

### У світі
- 4 березня відбулася інавгурація Франкліна Пірса як 14-го президента США.
- 8 липня комодор Меттью Колбрайт Перрі прибув у бухту Едо з вимогою відкрити Японію для торгівлі.
- 4 жовтня Османська імперія оголосила війну Росії.
- 3 листопада Вільям Вокер захопив місто Ла-Пас і проголосив республіку Південна нижня Каліфорнія.
- 15 листопада Педру V змінив на троні Португалії Марію II.
- 30 грудня відбулася купівля Гадсдена — США придбали у Мексики територію для будівництва залізниці.

### В економіці
- В Індії побудовано першу залізничну лінію.
- Засновано компанію з виробництва музичних інструментів Steinway & Sons.
- Засновано компанію з виробництва фортепіано C. Bechstein.
- Засновано компанію Blüthner.
- Засновано компанію Levi Strauss.
- Засновано компанію Тіссо.
- Засновано Otis Elevator Company.

### У суспільному житті
- Жозеф Артюр де Гобіно надрукував «Нарис про нерівність людських рас», заклавши підвалини расизму.
- Жорж Ежен Осман став префектом департаменту Сена й почав перебудову Парижа.
- Придумано рецепт чипсів.
- Засновано Університет Флориди.

### У науці
- Клод Бернар опублікував дисертацію про глікогенетичну функцію печінки.
- Винайдено шприц для ін'єкцій.
- Джордж Кейлі сконструював перший планер.

### У мистецтві
- Чарлз Дікенс закінчив публікацію «Холодного дому».
- Елізабет Гаскелл надрукувала роман «Рут».
- Шарлотта Бронте видала роман «Вільєтт».
- Ріхард Вагнер почав працювати над циклом «Перстень Нібелунга».
- Ормуз Рассам відкопав таблички з «Епосу про Гільгамеша».

## Народились
Див. також Категорія:Народились 1853
- 7 січня — Аркас Микола Миколайович, український історик
- 14 січня — Шохор-Троцький Семен Ілліч, російський математик-педагог
- 28 січня — Хосе Марті, кубинський революціонер, письменник, національний герой Куби
- 30 березня — Вінсент ван Гог, голландський живописець-постмодерніст
- 18 липня — Гендрик Лоренц, голландський фізик, нобелівський лауреат
- 27 липня — Володимир Галактіонович Короленко, письменник
- 2 вересня — Вільгельм Оствальд, німецький фізик і хімік
- 4 вересня — Герман фон Віссман, німецький мандрівник, дослідник Африки
- 21 вересня — Гейке Камерлінг-Оннес, нідерландський фізик і хімік, лауреат Нобелівської премії з фізики 1913 року

## Померли
Див. також Категорія:Померли 1853